# Amara arcuata castiliana
Amara arcuata castiliana é uma subespécie de insetos coleópteros pertencente à família Carabidae.
A autoridade científica da subespécie é Hieke, tendo sido descrita no ano de 1983.
Trata-se de uma subespécie presente no território português.